# 擬切齒舌鱗銀漢魚
擬切齒舌鱗銀漢魚（學名：Glossolepis pseudoincisa）為輻鰭魚綱銀漢魚目虹銀漢魚科的其中一種，分布於新幾內亞Tami河流域，為熱帶魚類，體長可達8公分，棲息在底中層水域，生活習性不明。